# Kurt Huber

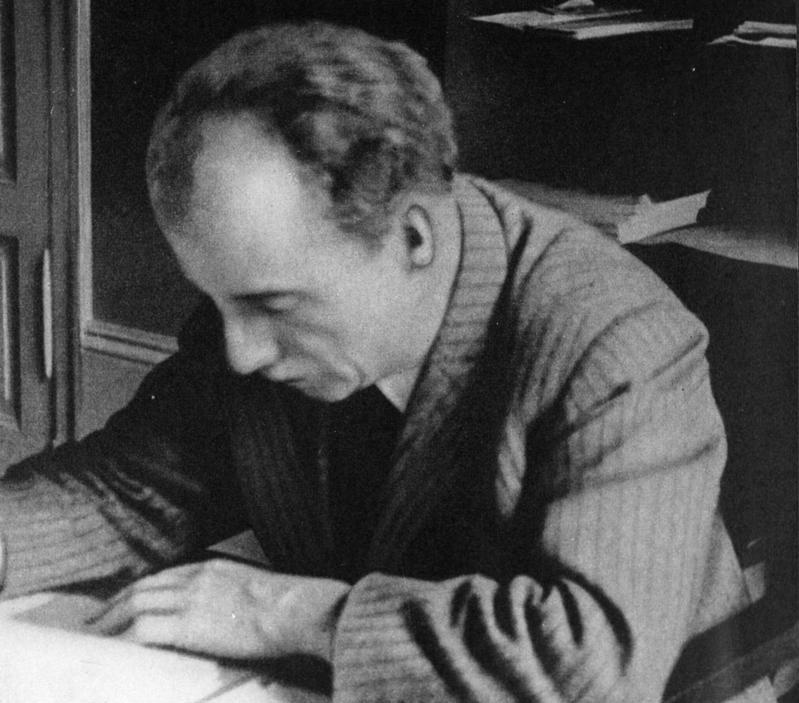
Kurt Huber

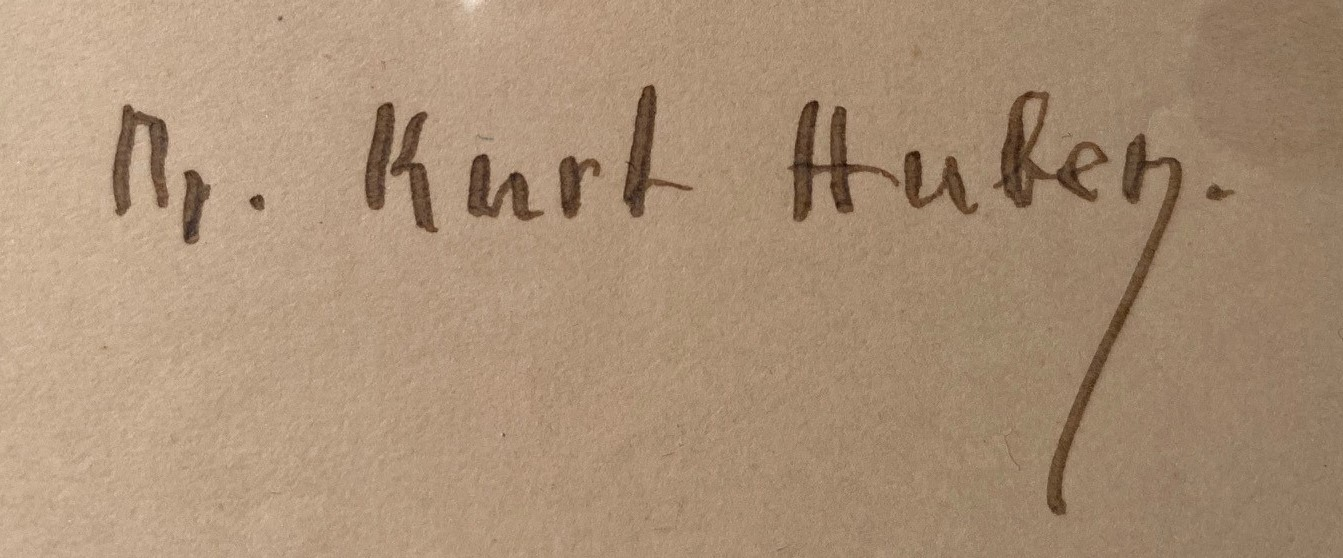
Hubers Unterschrift in einem Schreiben vom 14. Oktober 1919

Kurt Ivo Theodor Huber (* 24. Oktober 1893 in Chur; † 13. Juli 1943 in München) war ein deutscher Musikwissenschaftler, insbesondere Volksmusikforscher, Philosoph, Psychologe und intellektueller Widerstandskämpfer der Widerstandsgruppe „Weiße Rose“ gegen das nationalsozialistische Regime.

## Biografie

### Schulzeit und Studium

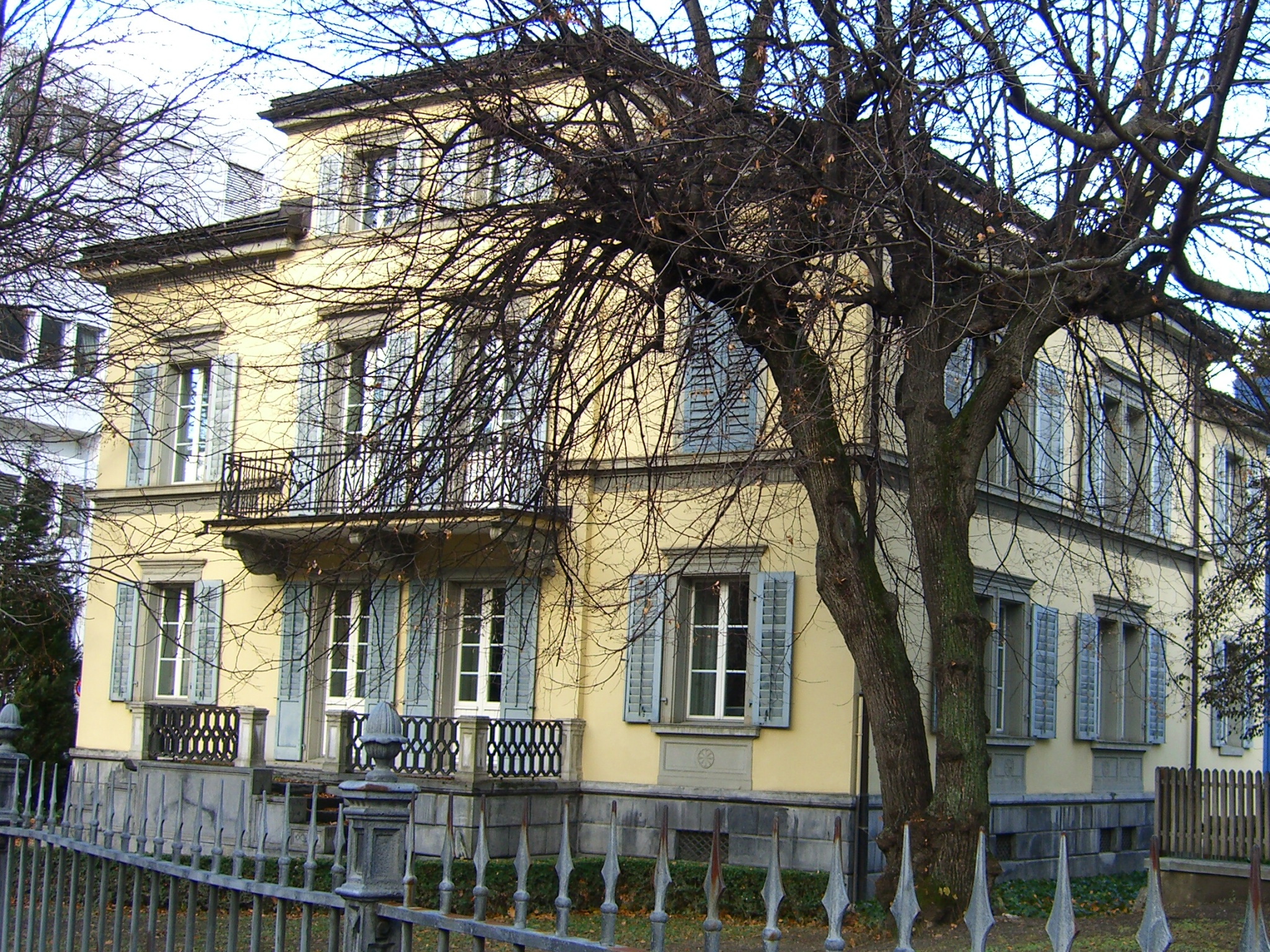
Hubers Geburtshaus in Chur

Kurt Huber wurde 1893 im schweizerischen Chur geboren. Seine ältere Schwester Paula (1888–1968) wurde Fürsorgerin. 1896 zog die Familie nach Stuttgart, wo Kurt Huber seine Schulzeit verbrachte. Sein Abitur legte er am Eberhard-Ludwigs-Gymnasium ab.
Nach dem frühen Tod des Vaters im Jahr 1911 ließ sich die Mutter mit ihren Kindern in München nieder. An der Münchner Ludwig-Maximilians-Universität studierte er Musikwissenschaft mit Philosophie als Nebenfach. 1917 wurde er promoviert. Für seine Dissertation über den Renaissance-Musiker Ivo de Vento erhielt er die Auszeichnung „summa cum laude“. Nach der Promotion studierte er auch Psychologie.

### Berufstätigkeit

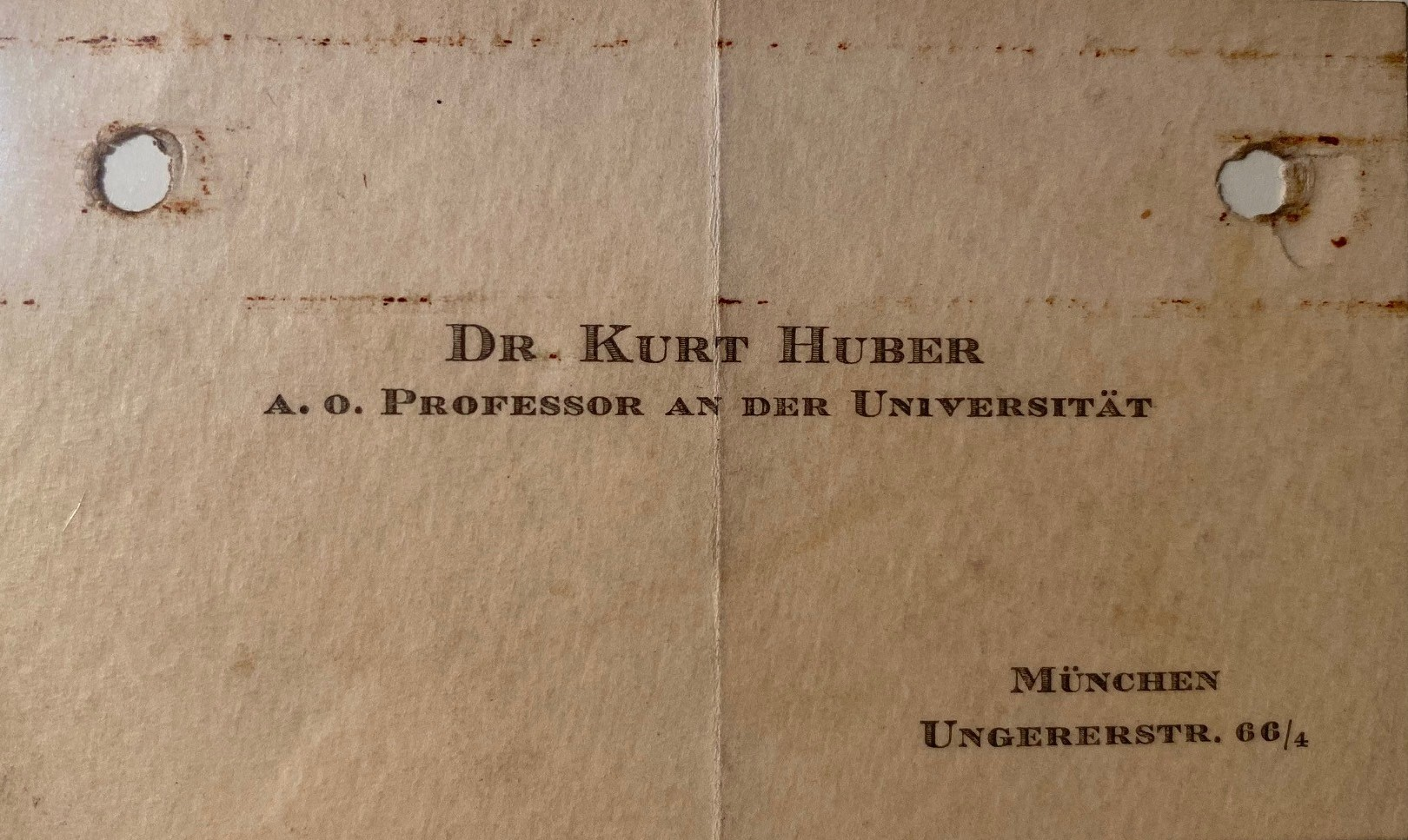
Hubers Visitenkarte als „a. o. Professor an der Universität“

1920 wurde Huber in Psychologie habilitiert. 1926 wurde er außerordentlicher Professor an der Münchner Universität. Lehraufträge für Psychologie und Methodenlehre boten ihm eine bescheidene existenzielle Sicherung. 1929 heiratete er die 15 Jahre jüngere Clara Schlickenrieder. Aus der Ehe gingen zwei Kinder hervor, die Tochter Birgit (* 1931) und der Sohn Wolfgang (* 1939), der Germanist wurde.
Sein weiterer wissenschaftlicher Schwerpunkt war die Musikwissenschaft. Sein besonderes Interesse galt dabei der Volksliedforschung, die ihn mit Carl Orff und dem Kiem Pauli, einem bekannten Volkssänger und Musikanten in Bayern, zusammenführte. Auf Veranlassung von Huber und dem Kiem Pauli wurde zum Beispiel 1930 das erste oberbayerische Preissingen im Gasthaus Überfahrt in Egern durchgeführt, bei dem Volksmusikgruppen aus ganz Bayern und Tirol auftraten. Kiem Pauli und Huber haben weithin in Vergessenheit geratenes Liedgut in Bayern wiederentdeckt und für das wiedererstehende Volksliedsingen erschlossen.
Huber war Mitherausgeber des ab 1931 geplanten Niederbairischen Liederbuches.
Durch seine Veröffentlichungen über Musikpsychologie, Musikästhetik und vokaltheoretische Forschungen gewann Huber zunehmend Anerkennung in der wissenschaftlichen Welt. So erhielt er im Jahr 1937 einen Ruf durch das Preußische Kulturministerium nach Berlin. Dort baute er das Volksmusikarchiv auf. Ihm wurde auch versprochen, er dürfe an der Hochschule musikwissenschaftliche Vorlesungen halten. Das Versprechen wurde aber nicht eingelöst, da er sich weigerte, für den NS-Studentenbund (und für die Hitlerjugend) Kampflieder zu komponieren. Daraufhin kehrte er mit seiner Familie nach München zurück, wo er 1938 eine Professur an der Universität übernahm.

### Die Weiße Rose

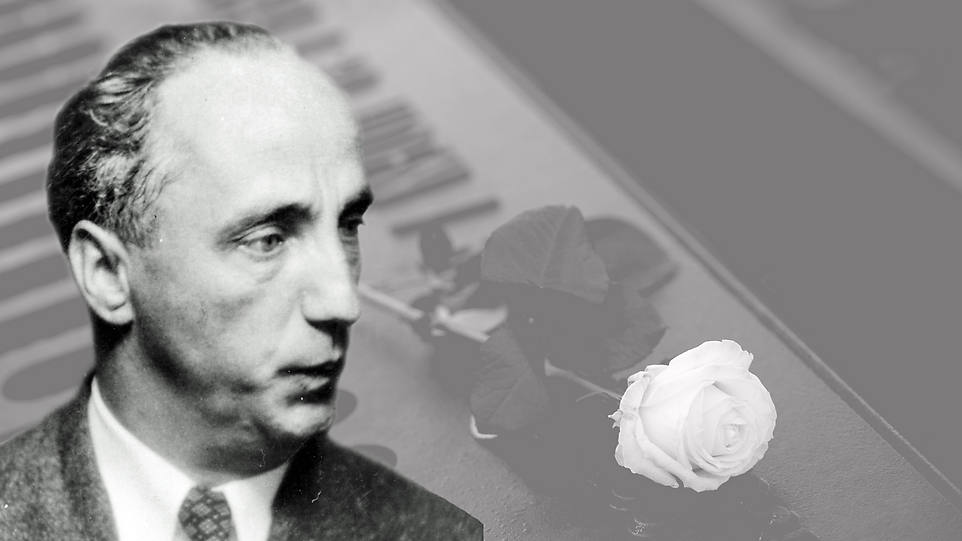
Kurt Huber

Im Dezember 1942 suchten die oppositionellen Studenten Hans Scholl und Alexander Schmorell den persönlichen Kontakt zu Kurt Huber, den sie als Dozenten bereits aus dessen Philosophie-Vorlesung sowie von privaten Zusammenkünften von Münchner Regimegegnern kannten. Gemeinsam schrieben sie nach vielen Gesprächen im Januar 1943 das fünfte Flugblatt „Flugblätter der Widerstandsbewegung in Deutschland. Aufruf an alle Deutsche!“ Mit dieser offenen Selbstbeschreibung als Widerstandskämpfer wich der Text von dem eher unpolitischen Signum „Die weiße Rose“ ab, unter dem der kleine Kreis junger Studenten seit Mitte 1942 zum Widerstand gegen das NS-Regime aufgerufen hatte.
Am 13. Januar 1943 kam es bei der Gedenkfeier zum 470. Jahrestag der Universitätsgründung zu massiven Protesten von Studenten, darunter befanden sich viele kriegsverletzte Soldaten, gegen beleidigende und obszöne Auslassungen des als Festredner erschienenen Münchner Gauleiters Paul Giesler. Unter dem Eindruck dieser Ereignisse sowie angesichts des Untergangs der 6. Armee in Stalingrad und der sich damit abzeichnenden militärischen Katastrophe glaubte die Gruppe an die Chance und die Notwendigkeit, den Widerstand gegen die Herrschaft Adolf Hitlers und der NSDAP mit aufrüttelnden Worten voranzutreiben.
Huber entwarf das sechste, zuletzt verbreitete Flugblatt „Kommilitoninnen! Kommilitonen!“. Darin rief er mit patriotischer Emphase zur „Abrechnung der deutschen Jugend mit der verabscheuungswürdigsten Tyrannis, die unser deutsches Volk je erduldet hat“, auf. Aus dem Textentwurf strichen Hans Scholl und Alexander Schmorell folgenden Passus:

„Studenten, Studentinnen. Ihr habt Euch der deutschen Wehrmacht an der Front und in der Etappe, vor dem Feind, in der Verwundetenhilfe, aber auch im Laboratorium und am Arbeitsplatz restlos zur Verfügung gestellt. Es kann für uns alle kein anderes Ziel geben, als die Vernichtung des russischen Bolschewismus in jeder Form. Stellt Euch weiterhin geschlossen in die Reihen unserer herrlichen Wehrmacht.“

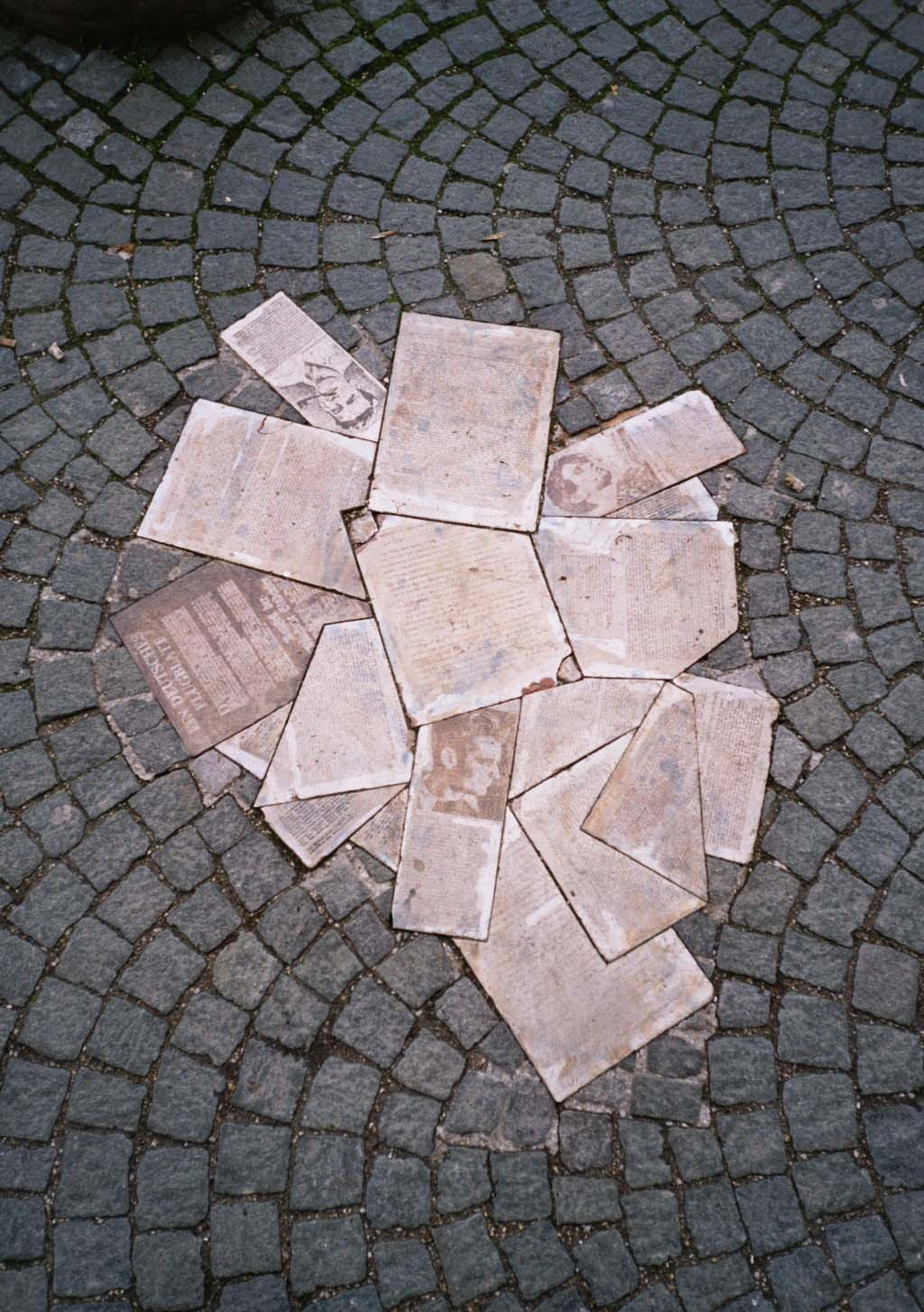
Das Mahnmal für die Weiße Rose vor der LMU München erinnert an die in der Universität abgeworfenen Flugblätter

Dieses Flugblatt wurde der Gruppe zum Verhängnis. Nachdem nicht alle Exemplare verschickt werden konnten, wurde beschlossen, die übrig gebliebenen Flugblätter an der Münchner Universität zu verteilen. Am 18. Februar 1943 legten die Geschwister Scholl die Blätter an der Universität aus und warfen den Rest von der Empore in den Lichthof. Dabei wurden sie vom Hausmeister Jakob Schmid entdeckt, festgehalten und an die Gestapo ausgeliefert. Am 22. Februar wurden die Geschwister Scholl und Christoph Probst hingerichtet.
Am 27. Februar wurde Huber verhaftet. Im März entzog ihm der Rektor der Universität Walther Wüst die Doktorwürde. Er habe sich, so seine Begründung, als unwürdig erwiesen, eine akademische Würde zu tragen.
Am 19. April 1943 fand in München der zweite Prozess gegen Mitglieder der Weißen Rose vor dem Volksgerichtshof unter Vorsitz von  Roland Freisler statt. Angeklagt waren Kurt Huber, Wilhelm Graf, Alexander Schmorell und weitere elf Personen. Huber bekannte sich in seiner Verteidigungsrede zu seinen Überzeugungen. Er sagte: „Als deutscher Staatsbürger, als deutscher Hochschullehrer und als politischer Mensch erachte ich es als Recht nicht nur, sondern als sittliche Pflicht, an der politischen Gestaltung der deutschen Geschicke mitzuarbeiten, offenkundige Schäden aufzudecken und zu bekämpfen.“ Er forderte „die Freiheit für unser deutsches Volk zurück“, er forderte eine Rückkehr zu „klaren sittlichen Grundsätzen“ und zum Rechtsstaat. Huber, Graf und Schmorell wurden zum Tode verurteilt. Zehn Angeklagte erhielten Haftstrafen, ein Angeklagter wurde freigesprochen.

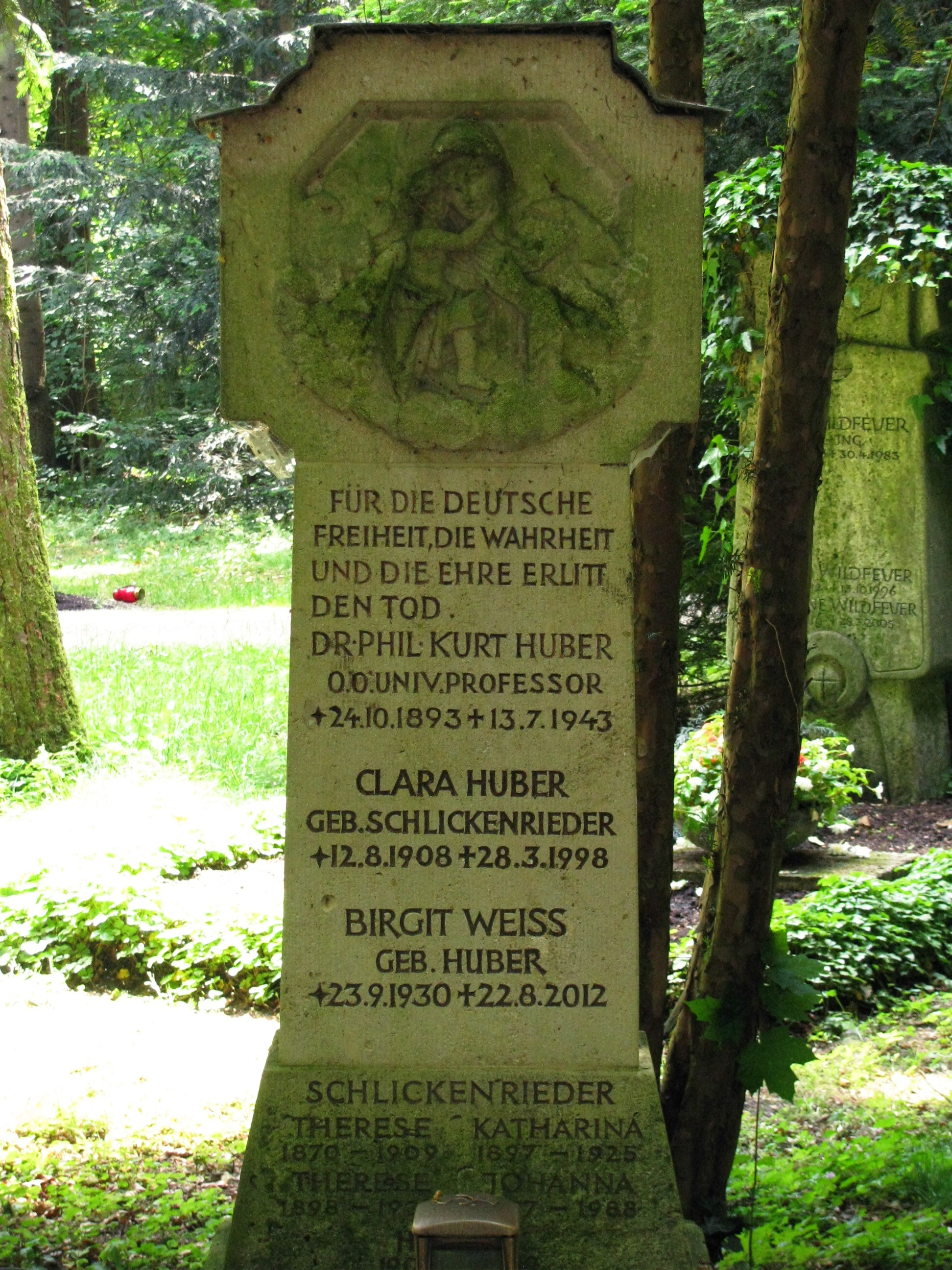
Hubers Grab auf dem Münchner Waldfriedhof

Am 13. Juli 1943 wurden Huber und Schmorell im Gefängnis München-Stadelheim enthauptet. Am Tag der Hinrichtung hatte Huber einen Abschiedsbrief an seine Familie geschrieben, in dem es unter anderem hieß: „Freut Euch mit mir! Ich darf für mein Vaterland sterben, für ein gerechtes und schöneres Vaterland, das bestimmt aus diesem Krieg hervorgehen wird.“ Er sterbe im „Kampf um ein neues Deutschland“. Graf wurde am 12. Oktober 1943 hingerichtet, ebenfalls durch das Fallbeil.
Die sterblichen Überreste Kurt Hubers wurden in einem Familiengrab auf dem „Waldfriedhof Alter Teil“ in München-Hadern beigesetzt (Grabnummer 21-W-22, Standort).

## Verhältnis zum Nationalsozialismus
Hubers Berufung auf einen ordentlichen Lehrstuhl wurde seit 1933 durch die nationalsozialistische Hochschulpolitik verhindert. Begründet wurde dies mit dem Argument, dass Kurt Huber eine körperliche Behinderung durch eine Nervenerkrankung mit Lähmungsfolgen in der Kindheit hatte. Der eigentliche Grund waren politische Denunziationen, unter anderem durch Herbert Gerigk, der in einem Schreiben an den Reichsstudentenführer vom 19. November 1936 schrieb: „Hubers Bindungen zum Katholizismus und sogar eine ausgesprochen parteifeindliche Haltung sind eindeutig erwiesen.“ Nach einer Beurteilung vom 18. Januar 1940 durch das NSDAP-Gauamt München galt Huber zwar weiterhin als „bedenklich“, aber nicht ablehnenswert. Daraufhin stellte Huber am 15. Februar 1940 einen Antrag auf die Mitgliedschaft in der NSDAP und wurde am 1. April 1940 aufgenommen (Mitgliedsnummer 8.282.981). Nach seiner Verhaftung Ende Februar 1943 wurde er am 3. April 1943 aus der Partei ausgestoßen.
Der Kulturwissenschaftler Wolfgang Emmerich nennt Hubers Position gegenüber dem Nationalsozialismus unpolitisch, hilflos und unangemessen. Laut Emmerich war Huber ein Beispiel dafür, dass sich mutiger Widerstand gegen das NS-Regime und ein Bekenntnis zur völkischen Ideologie keineswegs ausschließen. So zeige die Vorrede in Hubers postum veröffentlichter Sammlung Volkslied und Volkstanz eine unverkennbare Nähe zum Nationalsozialismus, und noch in seinem Schlusswort vor dem Volksgerichtshof habe er sich auf das „gesunde Volksempfinden“ berufen.
Am Schluss seiner Verteidigungsrede vor dem Volksgerichtshof warf Huber der NSDAP vor, sie habe die „wahre Volksgemeinschaft“ zerstört und keinen „wahren germanischen Führerstaat“ geschaffen: 

„Die grundlegende Forderung wahrer Volksgemeinschaft ist durch die systematische Untergrabung des Vertrauens von Mensch zu Mensch zunichte gemacht. Es gibt kein furchtbareres Urteil über eine Volksgemeinschaft als das Eingeständnis, das wir uns alle machen müssen, dass keiner sich vor seinem Nachbarn, der Vater nicht mehr vor seine[n] Söhnen sicher fühlt. […] Ein Staat, der jegliche freie Meinungsäusserung unterbindet und jede, aber auch jede sittlich berechtigte Kritik, jeden Verbesserungsvorschlag als ‚Vorbereitung zum Hochverrat‘ unter die furchtbarsten Strafen stellt, bricht ein ungeschriebenes deutsches, germanisches Recht, das ‚im gesunden Volksempfinden‘ noch immer lebendig war und lebendig bleiben muss. […] Für mich […] nehme ich in Anspruch, dass meine Mahnung zur Besinnung auf die allein dauerhaften Fundamente eines Rechtsstaates, zur Rückkehr zum wahren germanischen Führerstaat das oberste Gebot der Stunde ist, dessen Überhören nur den Untergang des deutschen Geistes und zuletzt des deutschen Volkes nach sich zieht.“

Klaus Weber charakterisiert diese Äußerungen Hubers als konservativ und völkisch. Weber glaubt, dass Hubers Leben und seine Widerstandstätigkeit sich nicht eindeutig bewerten und erklären lassen. Huber sei weder der geistige Mentor der Weißen Rose noch ein überzeugter „Antifaschist“ gewesen. Maria Bruckbauer bilanziert, an Hubers „Radikalität der Gegnerschaft zu bestimmten Erscheinungsformen innerhalb des Nationalsozialismus“ sei nicht zu zweifeln, doch dürfe diese „weder zeitlich noch inhaltlich absolut gesetzt“ werden.

## Postume Ehrungen

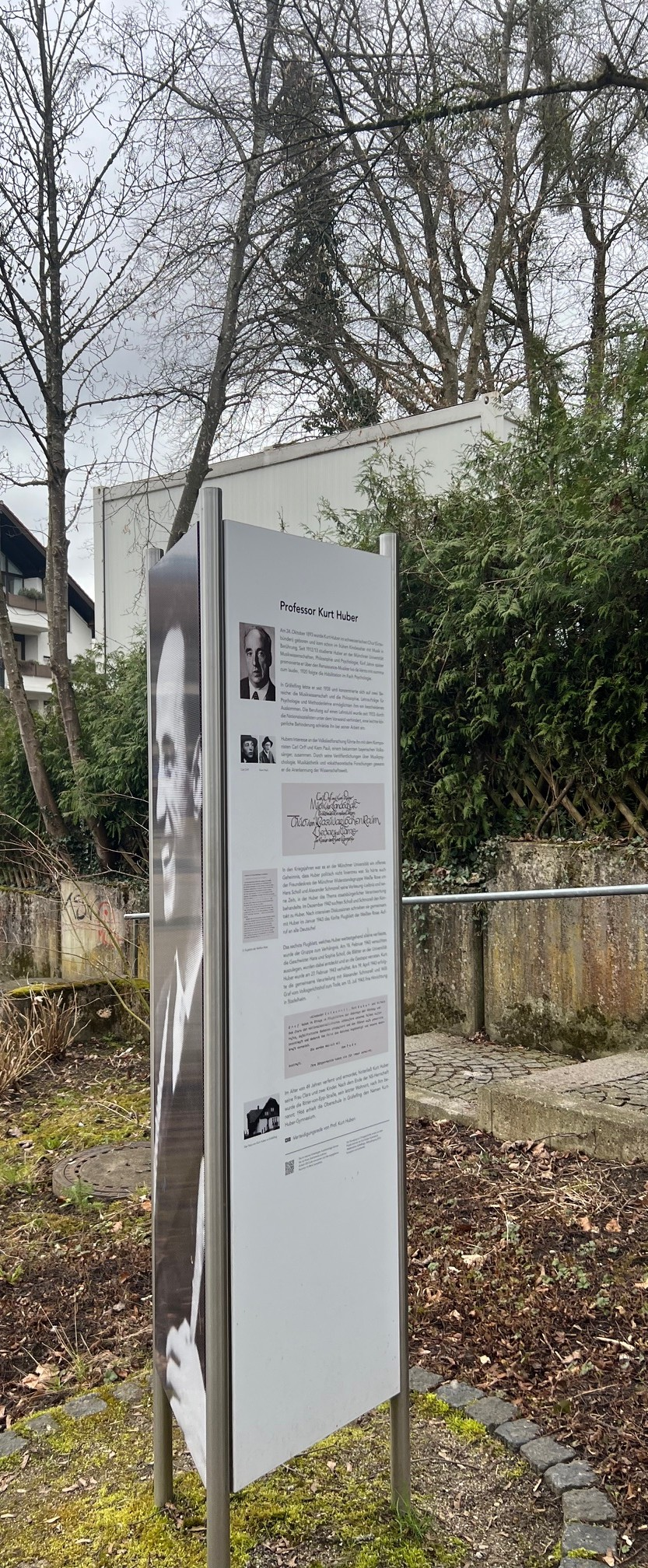
Gedenkstele in Gräfelfing

- 1945,[26] kurz nach dem Ende des Zweiten Weltkriegs, wurde in Gräfelfing die Ritter-von-Epp-Straße – in der Kurt Huber bis zur Verhaftung im Februar 1943 wohnte (Nr. 4) – in „Professor-Kurt-Huber-Straße“ umbenannt.
- Seit 1946 heißt ein Platz vor einem Universitätsgebäude der Ludwig-Maximilians-Universität an der Ludwigstraße in München-Maxvorstadt „Professor-Huber-Platz“.[27]
- Mehrere weitere Straßen in Deutschland wurden nach Kurt Huber benannt, beispielsweise in Bremen-Vahr, Ingolstadt, Leipzig, Lüneburg, Grünwald, Oldenburg und Würzburg. Ebenso eine Straße in seiner Geburtsstadt Chur (Schweiz).
- Am 2. Februar 1966 wurde dem Realgymnasium Gräfelfing der Name „Kurt-Huber-Gymnasium“ verliehen.[28]
- Seit 1988 erinnert ein Bodendenkmal vor dem Hauptgebäude der Ludwig-Maximilians-Universität am Geschwister-Scholl-Platz in München an die Weiße Rose. Auf den in den Boden eingelassenen Keramiktafeln sind Nachbildungen der Flugblätter sowie unter anderem Fotos, Gerichtsurteile und Zeitungstexte zu sehen.[29] Eines der Fotos zeigt Kurt Huber (siehe Bild unten).
- 1999 erschien das Deutsche Martyrologium des 20. Jahrhunderts, in dem Kurt Huber als Märtyrer geführt wird.[30]

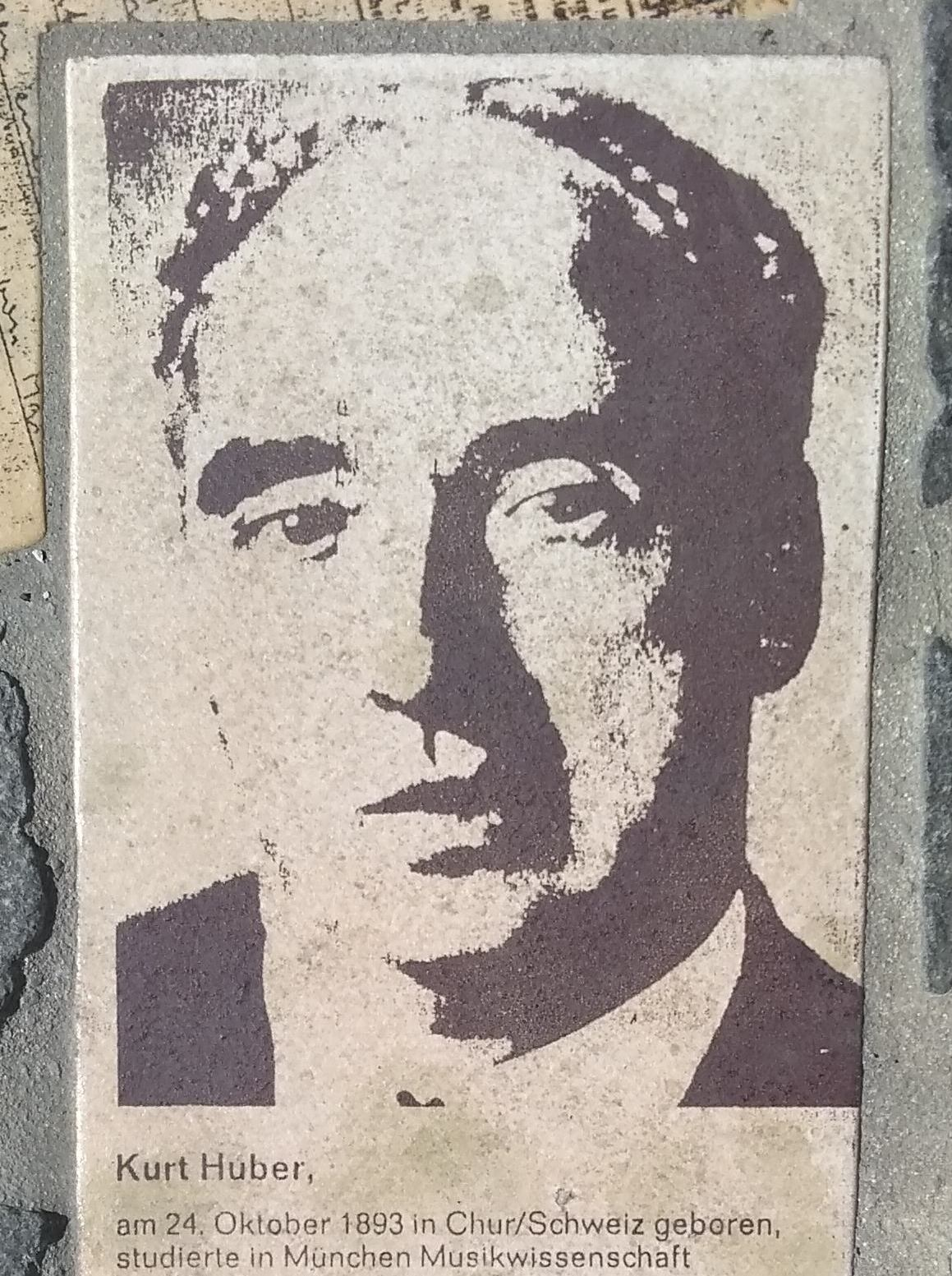
Kurt Huber, Teil des Bodendenkmals vor der LMU München
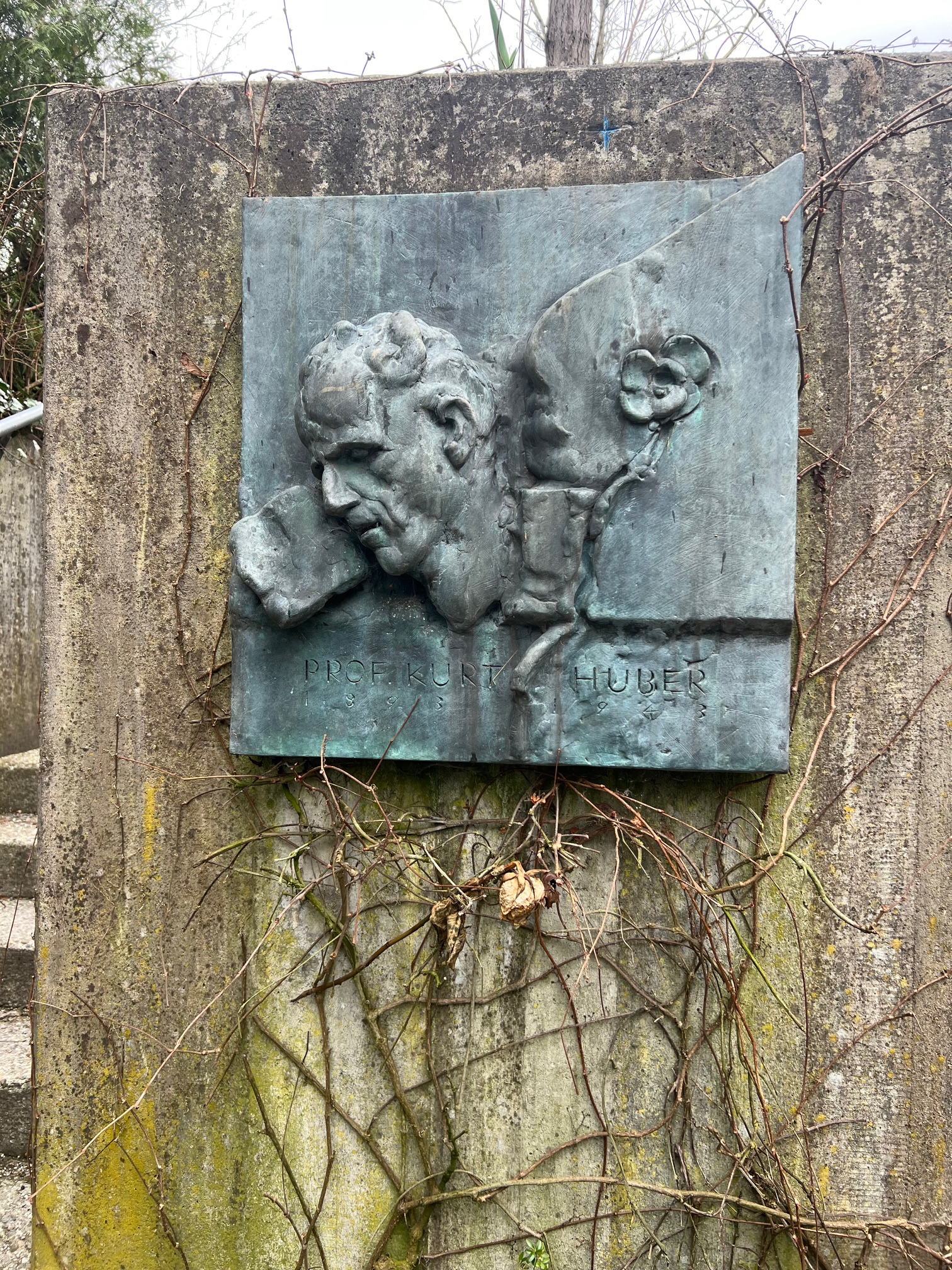
Kurt Huber mit Rose als Relief in Gräfelfing

## Veröffentlichungen (Auswahl)

### Als Autor
- Ivo de Vento (ca. 1540–1575). Dissertation, Ludwig-Maximilians-Universität zu München, München 1917. (Der erste, biographische Teil der Dissertation erschien unter diesem Titel ohne Verlag in Lindenberg im Allgäu 1918.)
- Die Doppelmeister des 16. Jahrhunderts. Eine methodologische Skizze. In: Alfred Einstein, Theodor Kroyer, Carl A. Rau u. a.: Festschrift zum 50. Geburtstag. Adolf Sandberger überreicht von seinen Schülern. Hof-Musik-Verlag von Ferdinand Zierfuss, München 1918, S. 170–188.
- Frauengesänge aus Birma. In: Lucian und Christine Scherman: Im Stromgebiet des Irrawaddy. Birma und seine Frauenwelt. Oskar Schloss, München/Neubiberg 1922, S. 129–132.
- Der Ausdruck musikalischer Elementarmotive. Eine experimentalpsychologische Untersuchung. Johann Ambrosius Barth, Leipzig 1923.
- Joseph Geysers Stellung in Logik und Erkenntnistheorie. In: Fritz-Joachim von Rintelen (Hrsg.): Philosophia perennis: Abhandlungen zu ihrer Vergangenheit und Gegenwart. [Festgabe Josef Geyser zum 60. Geburtstag]. Band 2. Josef Habbel, Regensburg 1930, S. 1141–1172.
- Rechtspsychologie im weiteren Sinn. Psychologische Hilfsdisziplinen der Rechtspraxis. In: Hermann Sacher (Hrsg.): Staatslexikon. Vierter Band. Papiergeld bis Staatsschulden. 5., neubearbeitete Auflage. Herder, Freiburg im Breisgau 1931, Sp. 650–654. (Kurt Hubers Text ist der zweite Teil des Lexikonartikels Rechtspsychologie, dessen erster Teil von Franz Sommer verfasst wurde; ebenda, Sp. 645–650.)
- Becher, Erich. In: Deutsches Biographisches Jahrbuch. 1929. Band 11, 1932, S. 32–40.
- Das Weihnachtslied in Oberbayern vor 50 Jahren. Zur Liedgeographie und musikalischen Stilkritik von August Hartmanns Sammelwerk. In: Eugen Franz, Julius Volk, Bruno Schweizer, Adolf Sandberger (Redaktion): Staat und Volkstum. Neue Studien zur bairischen und deutschen Geschichte und Volkskunde. Karl Alexander von Müller als Festgabe zum 20. Dezember 1932 mit einem Geleitwort von E[rich] Marcks. Jos. C. Huber, Dießen am Ammersee 1933, S. 116–140.
- Erich Becher als Psychologe. In: Archiv für die gesamte Psychologie. Band 89, Heft 3/4, 1933, S. 671–693.
- Die Vokalmischung und das Qualitätensystem der Vokale. Erster Teil. In: Archiv für die gesamte Psychologie. Band 91, Heft 1/2, 1934, S. 153–199.
- Über eine physikalische Beweisführung von W. Köhlers Vokaltheorie. (Im Anschluß an die „Vokalstudien“ von Engelhardt und Gehrcke). In: Archiv für die gesamte Psychologie. Band 92, Heft 3/4, 1934, S. 481–504.
- Wege und Ziele neuer Volksliedforschung und Volksliedpflege. In: Mitteilungen der Akademie zur wissenschaftlichen Erforschung und zur Pflege des Deutschtums/Deutsche Akademie. Band 9, Heft 3, 1934, S. 281–295.
- Zur psychologisch-akustischen Analyse der Sprachmelodie. In: Deutsche Akademie (Hrsg.): Die Zentralstelle für Sprechpflege und Sprechkunde. O. V., München 1935, S. 26–38.
- Der Aufbau deutscher Volksliedforschung und Volksliedpflege. In: Deutsche Musikkultur. Zweimonatshefte für Musikleben und Musikforschung. 1. Jg., Heft 2, 1936, S. 65–73.
- Herders Begründung der Musikästhetik. In: Archiv für Musikforschung. 1. Jg., Heft 1, 1936, S. 103–122.
- Zum Geleit. In: Kurt Huber, Kiem Pauli (Hrsg.): Altbayrisches Liederbuch für Jung und Alt. Mit Bildern von Paul Neu (= Edition Schott. Heft 2599). B. Schott’s Söhne, Mainz [1936], S. 2–3.
- Der künftige Aufbau der Volksmusikforschung. In: Deutsche Wissenschaft, Erziehung und Volksbildung. Amtsblatt des Reichs- und Preußischen Ministeriums für Wissenschaft, Erziehung und Volksbildung und der Unterrichts-Verwaltung der anderen Länder. 3. Jg., Heft 13, 1937, S. 127*–132* des nichtamtlichen Teils.
- mit Walther Wünsch: Bosnienfahrt. In: Deutsche Musikkultur. Zweimonatshefte für Musikleben und Musikforschung. 3. Jg., Heft 1, 1938, S. 19–26.
- Das musikalische Gesicht der deutschen Stämme. In: Deutsche Tonkünstler-Zeitung. Fachblatt für Musiker und Musikerzieher. 34. Jg., Heft 10, 1938, S. 233–237 u. 34. Jg., Heft 11, 1938, S. 261–263.
- Die volkskundliche Methode in der Volksliedforschung. In: Archiv für Musikforschung. 3. Jg., Heft 3, 1938, S. 257–276.
- Wo stehen wir heute? In: Guido Waldmann (Hrsg.): Zur Tonalität des deutschen Volksliedes. Georg Kallmeyer, Wölfenbüttel/Berlin 1938, S. 73–87.
- Volkslied und Volkstanz im bajuvarischen Raum. In: Deutsche Musikkultur. Zweimonatshefte für Musikleben und Musikforschung. 3. Jg., Heft 2, 1938, S. 76–98.
- Zum Geleit. In: Max Dingler: Das bairisch Herz. Gesänge in der Mundart. Gebr. Richters Verlagsanstalt, Erfurt 1940, S. 6–9.

### Postum veröffentlichte Werke
- Leibniz und wir. In: Zeitschrift für philosophische Forschung. Band 1, Heft 1, 1946, S. 5–34 (JSTOR:20480063 bei JSTOR).
- Diverse kurze Texte in Clara Huber (Hrsg.): Kurt Hubers zum Gedächtnis. Bildnis eines Menschen, Denkers und Forschers. Dargestellt von seinen Freunden. Josef Habbel, Regensburg 1947: Fragmente (S. 75), Schreiben und Denken im Vorlesungsstil. Aus dem Notizbuch (S. 86), Der Globus (S. 116), Vom philosophischen Stil (S. 136 f.), Uhrenreime (S. 158 f.), Enoch Arden. Zu der Dichtung von Tennyson, vertont von Richard Strauss (S. 165).
- Die Hausfrauenlogik. In: Der Zwiebelturm. Monatsschrift für das bayerische Volk und seine Freunde. 5. Jg., Heft 6, 1950, S. 141–143.
- Leibniz. Hrsg. von Inge Köck in Verbindung mit Clara Huber. Mit einem Nachwort von Inge Köck. R. Oldenbourg, München 1951. Nachdruck erschien unter dem Titel: Leibniz. Der Philosoph der universalen Harmonie (= Serie Piper. Band 934). R. Piper, München/Zürich 1989, ISBN 3-492-10934-9.
- Ästhetik. Bearbeitet, hrsg. von Otto Ursprung. Buch-Kunstverlag, Ettal 1954.
- Musikästhetik. Bearb. und hrsg. von Otto Ursprung. Buch-Kunstverlag, Ettal 1954.
- Grundbegriffe der Seelenkunde. Einführung in die allgemeine Psychologie. Buch-Kunstverlag, Ettal 1955.
- Volkslied und Volkstanz. Aufsätze zur Volksliedkunde des bajuwarischen Raumes. Hrsg. von Clara Huber & Otto Alexander von Müller. Buch-Kunstverlag, Ettal [1959].
- Was ist ein Zwiefacher? Zur Struktur und Herkunft der bairischen Zwiefachen. In: Kurt Huber: Volkslied und Volkstanz. Aufsätze zur Volksliedkunde des bajuwarischen Raumes. Hrsg. von Clara Huber & Otto Alexander von Müller. Buch-Kunstverlag, Ettal [1959], S. 31–43.
- Professor Kurt Huber's defense speech. In: James Donohoe: Hitler's conservative opponents in Bavaria 1930–1945. A study of Catholic, monarchist, and separatist anti-Nazi activities. E. J. Brill, Leiden 1961, S. 317–328. (Trotz des englischsprachigen Titels von James Donohoe handelt es sich um den ersten Abdruck der Verteidigungsrede Kurt Hubers in deutscher Sprache, die er am 19. April 1943 in München vor dem Volksgerichtshof während des Prozesses gegen ihn und weitere 13 Angeklagte hielt.)
- Kurt Hubers Abschiedbrief. In: Christian Petry: Studenten aufs Schafott. Die Weiße Rose und ihr Scheitern. R. Piper, München 1968, S. 216 f.
- Wozu ein „Bayerisches Volksmusikarchiv“? In: Bayerisches Jahrbuch für Volkskunde. Band 17, 1968, S. 8–10.
- Almerisch singen. In: Wilfrid Feldhütter (Hrsg.): Lieder, Land und Leute. Musi, Tanz und Gsang in den bairisch-österreichischen Bergen. Süddeutscher Verlag, München 1980, ISBN 3-7991-6030-2, S. 79–97.
- Die Entwicklung des deutschen Volkslieds. Eine musikgeschichtliche Skizze. In: Wilfrid Feldhütter (Hrsg.): Lieder, Land und Leute. Musi, Tanz und Gsang in den bairisch-österreichischen Bergen. Süddeutscher Verlag, München 1980, ISBN 3-7991-6030-2, S. 205–212.
- Landlerisch tanzen. In: Wilfrid Feldhütter (Hrsg.): Lieder, Land und Leute. Musi, Tanz und Gsang in den bairisch-österreichischen Bergen. Süddeutscher Verlag, München 1980, ISBN 3-7991-6030-2, S. 136–144.

### Als Herausgeber
- mit Paul Kiem: Oberbayerische Volkslieder mit Bildern und Weisen (= Landschaftliche Volkslieder. Heft 23). Knorr & Hirth, München 1930.
- mit Kiem Pauli: Altbayrisches Liederbuch für Jung und Alt (= Edition Schott. Heft 2599). B. Schott’s Söhne, Mainz 1936.
- mit Carl Orff: Musik der Landschaft. Volksmusik in neuen Sätzen. Aus dem bajuvarischen Raum. Lieder und Tänze für Klavier von Hans Bergese. B. Schott’s Söhne, Mainz 1942.
- mit Ludwig Simbeck: Niederbairisches Liederbuch. Hrsg. von Clara Huber. Max Heiber/B. Schott’s Söhne, München/Mainz 1951. Weitere Ausgabe 1954 und 1989.